# Herr und Frau Bulle: Totentanz
Totentanz ist ein deutscher Fernsehfilm von Uwe Janson aus dem Jahr 2019. Es handelt sich um die zweiten Episode der Kriminalfilmreihe Herr und Frau Bulle.

## Handlung
Kriminalhauptkommissarin Yvonne Wills und ihr Mann, Fallanalytiker Heiko, haben ihren Freund Piet Bernsdorff zum Abendessen eingeladen. Bernsdorffs Tochter liegt derzeit todkrank in der Charité und so soll der Freund ein wenig von seinen persönlichen Problemen abgelenkt werden. Doch Yvonne wird zum Einsatz gerufen, als das Auto des Staatssekretärs in die Luft gesprengt wird. Während der Staatssekretär selbst die Sprengung überlebt hat, weil er nicht mehr im Auto saß, kommt sein Chauffeur Bertram Schick, der für eine Security-Firma arbeitete, ums Leben. Die Ermittlungen werden vom Staatsschutz geleitet, was die Arbeit für die Ermittler erschwert, da die Leute dort nicht sehr auskunftsfreudig sind. Heikos Assistentin Diane Springer soll deshalb ihren Charme spielen lassen, um an wichtige Ermittlungsunterlagen zu kommen. Damit hat Yvonne einen kleinen Ansatzpunkt für ihre Ermittlungen. So wie es aussieht ist Görner nur durch die Hilfe eines höheren Politikers zu seinem Posten als Staatssekretär gekommen. Der Grund dafür könnte Erpressung sein, denn als Yvonne und Kevin recherchieren, wo Görner seinen Dienstwagen verlassen hat, können sie von einem Taxifahrer Görners Zielort erfahren. Der liegt in einer billigen Absteige, in deren Hinterzimmer eine Prostituierte gefangen gehalten wird und diverse Filmmaterialien gefunden werden. Um sich und auch dem Mädchen keine Schwierigkeiten zu machen, lösen die Ermittler einfach einen Feuerwehreinsatz aus und können sie so „unbürokratisch befreien“. Unter den Videos existiert eines das zeigt, wie der stellvertretende Wirtschaftsminister die junge Frau in der Absteige vergewaltigt. Als Görner dahinterkommt, wie weit die Kriminalpolizei bei ihren Ermittlungen bereits gekommen ist, versucht er, sie unter Druck zu setzen. Doch das gelingt ihm nicht.
Nachdem sich Heiko Wills näher mit dem verwendeten Bausatz der Autobombe beschäftigte, kann er nicht ausschließen, dass gar nicht Görner das Ziel des Attentats war, sondern der Fahrer des Wagens selbst. Nach Heikos Erklärung sind solche Bausätze wie Fingerabdrücke und je nachdem, von wem sie verwendet werden, unterscheiden sie sich. Somit führt diese Spur zu einem Täter, der möglicherweise in Afrika im Kriegseinsatz gewesen ist, so wie Bertram Schick. Heiko beunruhigt die Tatsache, dass nun drei „Zufälle“ aufeinanderzutreffen scheinen, denn er selbst war vor Jahren in Somalia im Einsatz, um Lebensmitteltransporte zu beschützen und Piet Bernsdorff ist ein Kamerad aus diesen Tagen. Da ein Pilot der Truppe vor Kurzem erschossen wurde und mit Schick nun ein zweiter Mann mit militärischem Hintergrund tot ist, macht Heiko das nachdenklich. Er muss sich fragen, ob das plötzliche Auftauchen von Piet mit dem aktuellen Fall zu tun haben kann. Doch den Gedanken, dass sich Kameraden nach 20 Jahren gegenseitig umbringen, will er nicht zulassen. Um Gewissheit zu haben bestellen die Ermittler Piet Bernsdorff ins Präsidium und während sie ihn befragen wird auch auf Piet ein Attentat verübt. Anscheinend hatte ein Scharfschütze durchs Fenster auf ihn gezielt, was zum Glück rechtzeitig bemerkt wurde und alle unverletzt blieben. Heiko und Yvonne kommen jedoch dahinter, dass dieses Attentat fingiert war. Offensichtlich hatte sich Piet dies als Ablenkung ausgedacht, falls er in Verdacht geriete. Umgehend wird nach Piet Bernsdorff gefahndet, was Heiko sichtlich belastet. Allmählich begreift er nun, dass er von Piet nur ausgenutzt wurde, weil er auf das Polizeinetzwerk Zugriff hat und somit die Kameraden von damals ausfindig machen kann, die Piet bisher nicht erreichen konnte.
Solange Bernsdorff noch auf freiem Fuß ist, werden vorsorglich gefährdete Mitglieder der damaligen Einheit unter Schutz gestellt. Zudem versuchen Heiko und Yvonne herauszufinden, was der Grund für Piets Amoklauf sein kann. Dazu befragen sie Bertram Schicks Witwe. Sie berichtet auf eindringliche Nachfrage lediglich von „schmutzigen Geschäften“, die ihr Mann in Somalie getätigt hatte. Von Piets Tochter muss Heiko erfahren, dass auch ihr Vater todkrank sei und er seiner Truppe die Schuld daran gebe. Nach Heikos Erinnerung gab es damals einen Bombenfund mit teilweise radioaktivem Material. Sollte Piet der Strahlung ausgesetzt gewesen sein, würde das die Krebserkrankung und auch den Gendefekt seiner Tochter erklären. So wie es sich darstellt hatten einige der Soldaten diese Bombe verkauft und Piet als ahnungslosen Fahrer ausgenutzt.
Nachdem Piets Tochter ihrer Krankheit erlegen ist, ist den Ermittlern klar, dass Heikos Freund nun nichts mehr zu verlieren hat und seinen Plan rücksichtslos zu Ende führen wird. Um ihn zu stoppen, wollen sie ihm eine Falle stellen. Das gelingt zwar, aber dennoch schießt Piet auf einen Mann, der wiederum mit letzter Kraft auf Piet noch einen tödlichen Schuss abgibt.

## Hintergrund
Der Film wurde unter dem Arbeitstitel Totentanz in Rudow vom 7. Mai 2019 bis zum 6. Juni 2019 in Berlin und Umgebung gedreht und am 7. September 2019 um 20:15 Uhr im ZDF erstausgestrahlt.

## Kritik
Volker Bergmeister urteilte bei tittelbach.tv: „Der Start im vergangenen Jahr war durchwachsen, der zweite Film der neuen ZDF-Samstags-Krimireihe ist um einiges griffiger, auch wenn ‚Herr und Frau Bulle – Totentanz‘ (ZDF / Eikon Media) noch reichlich Luft nach oben für die weiteren Fälle lässt. Das Kontrast-Duo mit Trauschein, hier Yvonne, die Kommissarin, dort Heiko Wills, der Profiler, macht Spaß, das Team um das Paar herum ist markant und sorgt für witzige Momente. Regisseur Uwe Janson variiert den Erzählrhythmus, nimmt sich viel Zeit für ruhige Passagen, findet gute Bilder. Drehbuchautor Axel Hildebrand hat eine Geschichte entwickelt, die wendungsreich ist, zahlreiche Spannungsmomente aufweist, doch (noch) wird zu viel erklärt und zerredet.“
Für die Frankfurter Rundschau kommentierte diesmal Tilmann P. Gangloff: „Der zweite Krimi mit Johann von Bülow und Alice Dwyer ist ziemlich cool und erzählt mittendrin eine völlig neue Geschichte.“ Besonders lobt der Kritiker die „auffallend guter Bildgestaltung.“
Die Kritiker der Fernsehzeitschrift TV Spielfilm fanden, der Film sei ein „vielschichtiger, kniffliger Fall mit Finten“ und ein „wendungsreiches Puzzle“. Sie bewerteten den Film mit dem Daumen nach oben.